# Brachystelma schultzei
Brachystelma schultzei är en oleanderväxtart som först beskrevs av Rudolf Schlechter, och fick sitt nu gällande namn av P.V. Bruyns. Brachystelma schultzei ingår i släktet Brachystelma och familjen oleanderväxter. Inga underarter finns listade i Catalogue of Life.